# 12 novembre 1910
Le samedi 12 novembre 1910 est le 316e jour de l'année 1910.

## Naissances
- Guy Decomble (mort le 14 août 1964), acteur français
- Hua Luogeng (mort le 12 juin 1985), mathématicien chinois
- Kurt Hoffmann (mort le 25 juin 2001), cinéaste allemand
- Patrick Bakker (mort le 28 décembre 1932), peintre néerlandais
- Rodolfo Barteczko (mort le 13 mars 1988), joueur de football brésilien

## Décès
- Eugène Meeûs (né le 5 février 1830), politicien belge
- Jean Émile Renié (né le 23 août 1835), peintre français